# Walter Bathe
Pour les articles homonymes, voir Bathe.
Walter Bathe (né le 1er décembre 1892 et décédé le 21 septembre 1959) est un nageur allemand spécialiste des épreuves de brasse.

## Jeux olympiques
- Jeux olympiques de 1912 à Stockholm (Suède) :
  -  Médaille d'or du 200 m brasse.
  -  Médaille d'or du 400 m brasse.